# ايواتا ناكاياما
ايواتا ناكاياما (باليابانية: 中山岩太؛ بالكانا: なかやま いわた) هو مصور ياباني، ولد في 1895 في ياناغاوا في اليابان، وتوفي في 1949.